# Pensacolatus
Genre
Pensacolatus est un genre fossile d'araignées aranéomorphes de la famille des Salticidae.

## Distribution
Les espèces de ce genre ont été découvertes dans de l'ambre de la République dominicaine. Elles datent du Néogène.

## Liste des espèces
Selon The World Spider Catalog 17.5 :
- †Pensacolatus coxalis Wunderlich, 1988
- †Pensacolatus spinipes Wunderlich, 1988
- †Pensacolatus tibialis Wunderlich, 2004

## Publication originale
- Wunderlich, 1988 : Die fossilen Spinnen im dominikanischen Bernstein. Beiträge zur Araneologie, vol. 2, p. 1–378.